# Монако на летних Олимпийских играх 2016
Монако на летних Олимпийских играх 2016 года было представлено двумя спортсменами в двух видах спорта

## Состав сборной
Дзюдо
1. Янн Сиккарди

 Лёгкая атлетика
1. Брис Этес

 Спортивная гимнастика
1. Кевин Кроветто

## Результаты соревнований

### Гимнастика

#### Спортивная гимнастика
В квалификационном раунде проходил отбор, как в финал командного многоборья, так и в финалы личных дисциплин. В финал индивидуального многоборья отбиралось 24 спортсмена с наивысшими результатами, а в финалы отдельных упражнений по 8 спортсменов, причём в финале личных дисциплин страна не могла быть представлена более, чем 2 спортсменами.
Мужчины
Многоборья
| Соревнование      | Спортсмены     | Квалификация        | Квалификация | Квалификация | Квалификация   | Квалификация        | Квалификация | Квалификация | Квалификация | Финал                | Финал                | Финал                | Финал                | Финал                | Финал                | Финал                | Финал                |
| Соревнование      | Спортсмены     | Вольные выступления | Конь         | Кольца       | Опорный прыжок | Параллельные брусья | Перекладина  | Всего        | Место        | Вольные выступления  | Конь                 | Кольца               | Опорный прыжок       | Параллельные брусья  | Перекладина          | Всего                | Место                |
| ----------------- | -------------- | ------------------- | ------------ | ------------ | -------------- | ------------------- | ------------ | ------------ | ------------ | -------------------- | -------------------- | -------------------- | -------------------- | -------------------- | -------------------- | -------------------- | -------------------- |
| личное многоборье | Кевин Кроветто | 12,858              | 11,800       | 12,866       | 13,166         | 12,700              | 12,666       | 76,056       | 49           | Завершил выступление | Завершил выступление | Завершил выступление | Завершил выступление | Завершил выступление | Завершил выступление | Завершил выступление | Завершил выступление |

Индивидуальные упражнения
| Соревнование        | Спортсмены     | Квалификация | Квалификация | Финал                | Финал                |
| Соревнование        | Спортсмены     | Очки         | Место        | Очки                 | Место                |
| ------------------- | -------------- | ------------ | ------------ | -------------------- | -------------------- |
| вольные упражнения  | Кевин Кроветто | 12,858       | 66           | Завершил выступление | Завершил выступление |
| конь                | Кевин Кроветто | 11,800       | 71           | Завершил выступление | Завершил выступление |
| кольца              | Кевин Кроветто | 12,866       | 70           | Завершил выступление | Завершил выступление |
| параллельные брусья | Кевин Кроветто | 12,700       | 67           | Завершил выступление | Завершил выступление |
| перекладина         | Кевин Кроветто | 12,666       | 69           | Завершил выступление | Завершил выступление |

### Дзюдо
Соревнования по дзюдо проводились по системе с выбыванием. В утешительные раунды попадали спортсмены, проигравшие полуфиналистам турнира. Два спортсмена, одержавших победу в утешительном раунде, в поединке за бронзу сражались с дзюдоистами, проигравшими в полуфинале.
Мужчины
| Категория | Спортсмены   | 1/32 финала        | 1/16 финала            | 1/8 финала           | Четвертьфинал        | Полуфинал            | Финал                | Место |
| Категория | Спортсмены   | Соперник Результат | Соперник Результат     | Соперник Результат   | Соперник Результат   | Соперник Результат   | Соперник Результат   | Место |
| --------- | ------------ | ------------------ | ---------------------- | -------------------- | -------------------- | -------------------- | -------------------- | ----- |
| до 60 кг  | Янн Сиккарди | не участвовал      | JPNН. Такато П 000:101 | завершил выступление | завершил выступление | завершил выступление | завершил выступление | 17    |

### Лёгкая атлетика
Мужчины
Беговые дисциплины
| Дисциплина        | Спортсмен | Предварительный раунд | Предварительный раунд | Предварительный раунд | Четвертьфиналы | Четвертьфиналы | Четвертьфиналы | Полуфиналы | Полуфиналы | Полуфиналы | Финал | Финал |
| Дисциплина        | Спортсмен | Забег                 | Время                 | Место                 | Забег          | Время          | Место          | Забег      | Время      | Место      | Время | Место |
| ----------------- | --------- | --------------------- | --------------------- | --------------------- | -------------- | -------------- | -------------- | ---------- | ---------- | ---------- | ----- | ----- |
| бег на 800 метров | Брис Этес |                       |                       |                       | не проводится  | не проводится  | не проводится  |            |            |            |       |       |